# هولغوين
هولغوين (بالإسبانية: Holguín)‏ وهي مدينة تقع في كوبا تقع في مقاطعة هولغوين وهي عاصمة هذه المقاطعة وأكبر مدينة فيها، يبلغ عدد سكانها 346,191 نسمة سميت المدينة نسبتا إلى كونكيستدور الإسباني غارسيا هولغوين الذي بناها في سنة 1523 وتعتبر هذه المدينة من أقدم المدن في كوبا التي بناها الأوروبيين وتبلغ مساحة المدينة 656 كلم مربع.

## مدن شقيقة
- إيتيبيكوك، تورونتو، كندا
- سانتا فيه، نيومكسيكو، الولايات المتحدة
- سالتيو، المكسيك
- الله أباد، الهند
- يزد، إيران

## أعلام
- رينيه فرنسيسكو
- مارتا سانشيز
- والتر أرنسيبيا رودريغيز
- إميليو أوتشوا
- لازارو بروزون
- أرنالدو ميسا